# Manuel Berenguer
Manuel Berenguer (* 25. April 1913 in Alicante; † 20. Dezember 1999 in Madrid) war ein spanischer Kameramann.

## Leben
Manuel Berenguer, der sich schon als Schüler für Fotografie interessierte, absolvierte in einem Filmlabor in Deutschland eine Ausbildung. Zurück in seiner Heimat war er als Kameramann an Dokumentationen, zum Beispiel über den Spanischen Bürgerkrieg beteiligt. Ab 1940 war er als Chefkameramann tätig. Neben der Fotografie von zahlreichen Melodramen war er als Chef der Second-Unit-Kameras auch bei internationalen, in Spanien gedrehten Großproduktionen wie 55 Tage in Peking engagiert. Nach seinem Abschied als Kameramann war Berenguer, dessen Sohn Andrés Berenguer ebenfalls als Kameramann tätig ist, als Verleiher von Filmkameras und -material noch mit dem Filmgeschäft verbunden.

## Filmografie (Auswahl)
- 1937/40: Hoffnung (Espoir)
- 1951: Mit leeren Händen (Balarrasa)
- 1952: Willkommen, Mr. Marshall (Bienvenido Mister Marshall)
- 1955: Im Sturm der Leidenschaft (Thunderstorm)
- 1959: Der Schelm von Salamanca (El lazarillo de Tormes)
- 1959: Jeder Dieb braucht ein Alibi (I ladri)
- 1959: Molokai, la isla maldita
- 1961: König der Könige (King of Kings)
- 1962: 55 Tage in Peking (55 Days at Peking)
- 1963: Der Mord, der zweimal geschah (Constance aux enfers)
- 1963: Sieben Tage ohne Gnade (The thin red line)
- 1965: Sohn des Revolverhelden (Son of a Gunfighter)
- 1965: Ein Riß in der Welt (A Crack in the World)
- 1965: Die Verfluchten der Pampas (Pampa salvaje)
- 1967: Krakatoa – Das größte Abenteuer des letzten Jahrhunderts (Krakatoa, East of Java)
- 1971: Die Herausforderung (Rain for a Dusty Summer)
- 1971: Kein Requiem für San Bastardo (A Town Called Hell)
- 1971: Mord in der Rue Morgue (Murders in the Rue Morgue)
- 1976: Der Veteran (I jo, Papa!)